# Poupa-malgaxe
A poupa-malgaxe (Upupa marginata) é uma espécie de ave da família Upupidae. 
É endémica de Madagáscar.
Os seus habitats naturais são: florestas secas tropicais ou subtropicais.

## Subespécies
A espécie é monotípica (não são reconhecidas subespécies).